# Pflanzenschutzdienst
Ein Pflanzenschutzdienst ist eine amtliche Auskunftsstelle für Pflanzenschutz der Länder.

## Aufgaben
Die Aufgaben des Pflanzenschutzdienstes sind entsprechend dem § 59 des Pflanzenschutzgesetzes (PflSchG):
1. Überwachung der Pflanzenbestände sowie der Vorräte von Pflanzen und Pflanzenerzeugnissen auf das Auftreten von Schadorganismen
2. Überwachung des Beförderns, des Inverkehrbringens, des Lagerns, der Einfuhr und der Ausfuhr von Pflanzen und Pflanzenerzeugnissen und Kultursubstraten sowie die Ausstellung der für diese Tätigkeiten erforderlichen Bescheinigungen
3. Beratung, Aufklärung und Schulung auf dem Gebiet des Pflanzenschutzes einschließlich der Durchführung des Warndienstes auch unter Verwendung eigener Untersuchungen und Versuche
4. Prüfung von Pflanzenschutzmitteln, Pflanzenschutzgeräten, Verfahren des Pflanzenschutzes, der Resistenz von Pflanzenarten sowie die Mitwirkung beim Schließen von Bekämpfungslücke
5. Durchführung der für die Aufgaben nach den Nummern 1 bis 4 erforderlichen Untersuchungen und Versuche
6. Berichterstattung über das Auftreten und die Verbreitung von Schadorganismen
7. Genehmigung der Anwendung von Pflanzenschutzmitteln mit Luftfahrzeugen
8. Überwachung des Inverkehrbringens, des innergemeinschaftlichen Verbringens sowie des Verbringens im Inland und der Anwendung von Pflanzenschutzmitteln, Pflanzenstärkungsmitteln und Zusatzstoffen.

## Pflanzenschutzdienste in Deutschland
Baden-Württemberg:
- Landwirtschaftliches Technologiezentrum (LTZ) Augustenberg
- Regierungspräsidium Stuttgart
- Regierungspräsidium Karlsruhe
- Regierungspräsidium Freiburg
- Regierungspräsidium Tübingen

Bayern:
- Bayerische Landesanstalt für Landwirtschaft

Berlin:
- Pflanzenschutzamt Berlin

Brandenburg:
- Landesamt für Ländliche Entwicklung, Landwirtschaft und Flurneuordnung (LELF)

Bremen:
- Lebensmittelüberwachungs-, Tierschutz- und Veterinärdienst des Landes Bremen (LMTVET)

Hamburg:
- Behörde für Wirtschaft, Verkehr und Innovation

Hessen:
- Regierungspräsidium Gießen

Mecklenburg-Vorpommern:
- Landesamt für Landwirtschaft, Lebensmittelsicherheit und Fischerei Mecklenburg-Vorpommern (LALLF)

Niedersachsen:
- Landwirtschaftskammer Niedersachsen

Nordrhein-Westfalen:
- Der Direktor der Landwirtschaftskammer NRW als Landesbeauftragter Pflanzenschutzdienst

Rheinland-Pfalz:
- Ministerium für Wirtschaft, Verkehr, Landwirtschaft und Weinbau Rheinland-Pfalz

Saarland:
- Landwirtschaftskammer für das Saarland

Sachsen:
- Sächsisches Landesamt für Umwelt, Landwirtschaft und Geologie

Sachsen-Anhalt:
- Landesanstalt für Landwirtschaft und Gartenbau (LLG)

Schleswig-Holstein:
- Landwirtschaftskammer Schleswig-Holstein

Thüringen:
- Thüringer Landesanstalt für Landwirtschaft und Ländlichen Raum

(Quelle:)